# بطرس كرامة
بُطْرُس إبراهيم كَرَامَة (1188 - 1267 هـ / 1774 - 1851 م) شاعر سوري.

## ترجمته
هو بطرس بن إبراهيم كرامة. مولده بحمص. ذكر الزركلي أنه «كان يجيد التركية، فجعل مترجماً في (المابين الهمايوني) بالآستانة فأقام إلى أن توفي فيها.»

ولد بحمص ونشأ فيها. اتصل بعلي باشا الأسعد، حاكم عكار، فجعله في ديوانه وأجرى عليه رزقًا وفيرًا، وبعد أن خدمه خمس سنوات، قصد بلاط الأمير بشير الشهابي الثاني الذي أوكل إليه تأديب ابنه الأمير أمين، فقام بذلك وبهمة الكتابة في ديوانه خير قيام. لازم بطرس كرامة الأمير بشيرًا وكان رفيقه في أسفاره وفي منفاه، وأكثر من مدحه. 

توفي بطرس كرامة في سنة 1851 في الأستانة. 

## آثاره
له ديوان شعر أسماه «سجع الحمامة»، و«الدراري السبع» مجموعة من الموشحات الأندلسية.